# Tricensimae

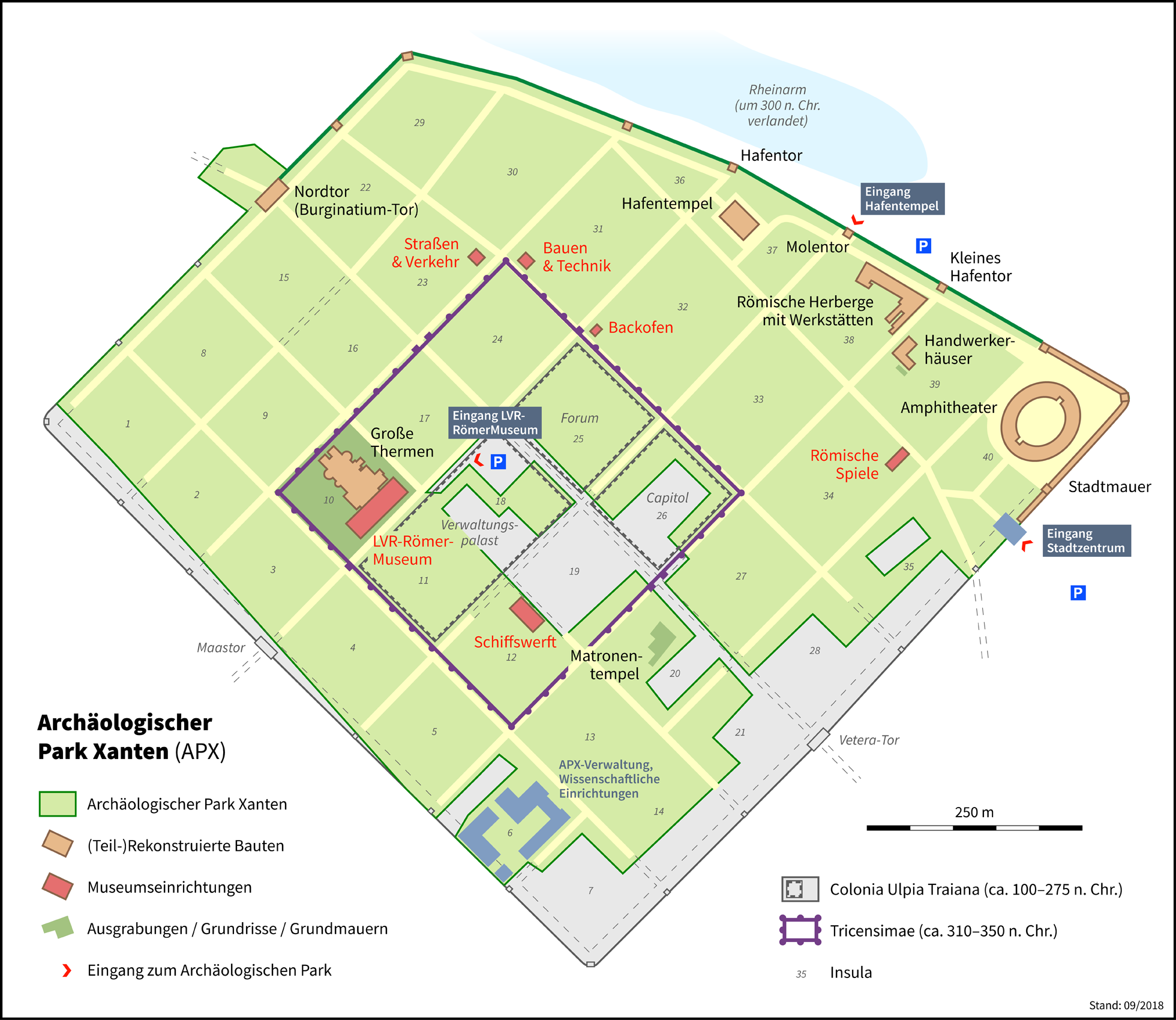
Lage der spätrömischen Festung (mögliches „Tricensimae“) innerhalb der Colonia Ulpia Traiana und des heutigen Archäologischen Parks Xanten (Stand 2018)

Als Tricensimae wird in der Forschung häufig eine große römische Festung der Spätantike im Zentrum des Areals der mittelkaiserzeitlichen Stadt Colonia Ulpia Traiana (CUT) in Xanten am Niederrhein bezeichnet. Die Gleichsetzung des antik bezeugten Ortsnamens Tricensimae mit dieser Anlage ist jedoch umstritten.

## Umland

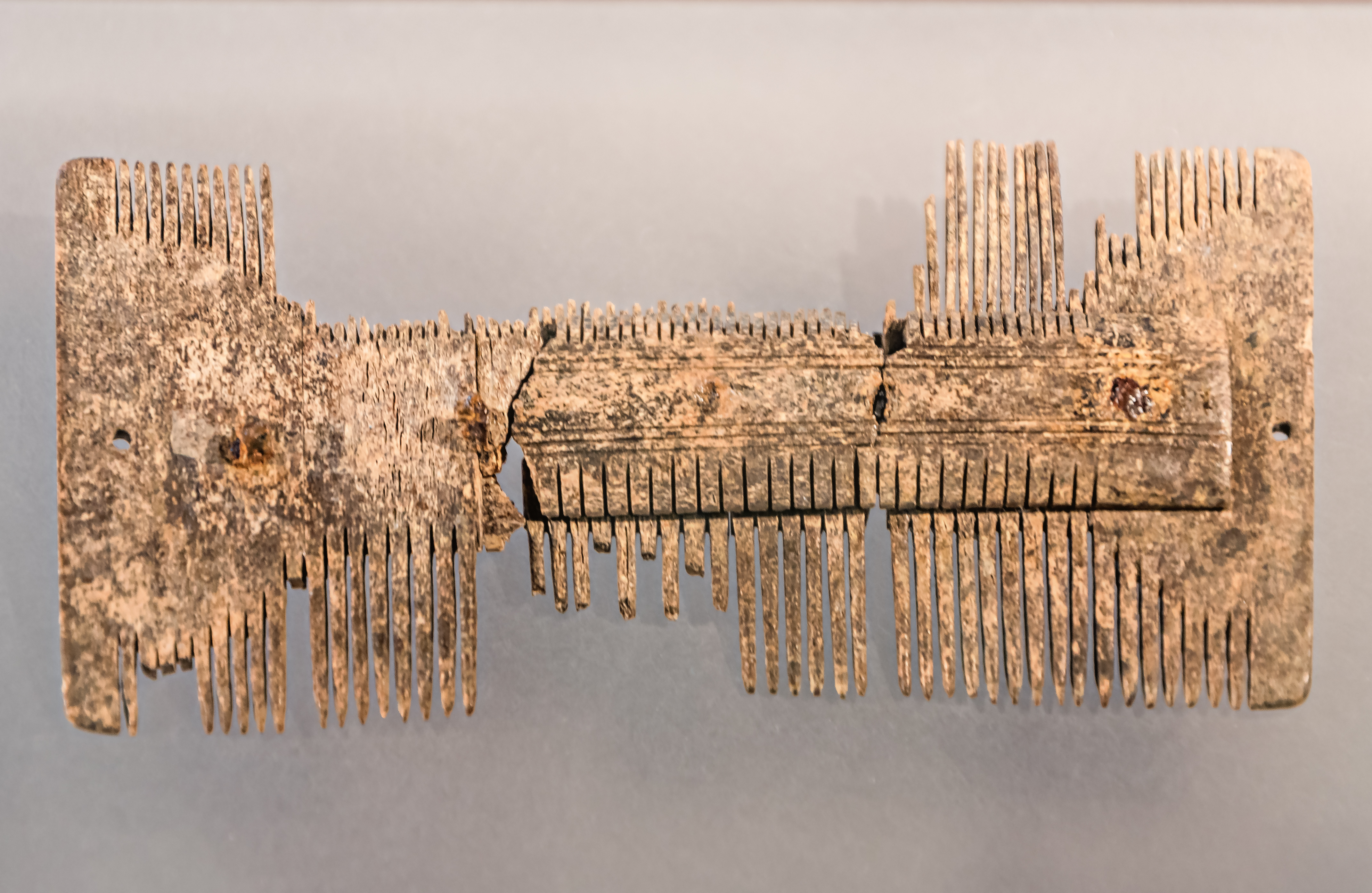
Der Kamm aus Bein stammt aus dem 5. Jahrhundert und wurde bei Xanten-Lüttingen ausgegraben